# Bangsri (Bangsri)
Bangsri is een bestuurslaag in het regentschap Jepara van de provincie Midden-Java, Indonesië. Bangsri telt 16.236 inwoners (volkstelling 2010).